# Рейчел Латтрелл
Рейчел Латтрелл (англ. Rachel Luttrell, нар. 19 січня 1971) — танзанійсько-канадська акторка, відома завдяки ролям Вероніки Бекк у телесеріалі «Юридична вулиця» і Тейли Еммаган, військового лідера атозіанців, у науково-фантастичному телесеріалі «Зоряна брама: Атлантида».

## Біографія

### Дитинство
Латтрелл народилася в Лушото, Танзанії, одна з чотирьох дочок батька-американця з Луїзіани і матері-танзанійки. Її сім'я імігрувала до Канади, коли Рейчел було 5 років — вона виросла в Торонто. Її сім'я була дуже музичною: батько, колишній учасник хору Мендельсона в Торонто, тренував сопрано Рейчел. Вона навчалася балету у школі Російської академії класичного балету та грі на піаніно в Торонтській консерваторії.

### Кар'єра
Те, що Рейчел з дитинства займалася танцями і музикою, природним шляхом привело її до сцени. Її професійним дебютом стала роль в мюзиклі «Міс Сайгон» музичного театру в Торонто. Після цього вона з'являлася також в інших виставах — таких як «Гоблін ринку», «Меніни» та «Тільки на цьому острові».

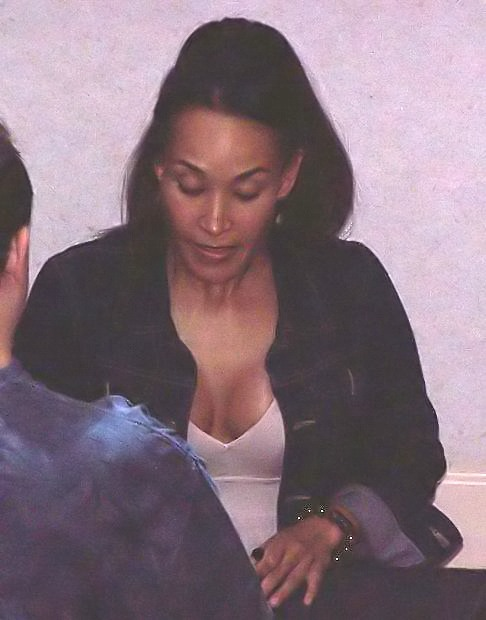
Рейчел Латтрелл роздає автографи прихильникам

Тінейджером Латтрелл переїхала до Лос-Анджелесу і почала з'являтися в дрібних ролях в таких телесеріалах як «Швидка допомога», «Усі жінки — відьми» і «Лицар назавжди».
Незадоволена ролями, які їй пропонували на той час, вона вирішує припинити акторську кар'єру і вступає до Каліфорнійського університету в Лос-Анджелісі, щоб вивчати архітектуру. Але цього ж року (2004) вона бере участь у кастингу на роль, яка принесла їй найбільшу славу за всю кар'єру — роль Тейли Еммаган в телесеріалі «Зоряна брама: Атлантида». Оригінальним ім'ям її персонажу була Мікала.
У червні 2007-го продюсери серіалу «Зоряна брама: Атлантида» підтвердили, що Латтрелл і її чоловік Лойд Бейтман чекають на появу дитини. Цю вагітність було вписано в сценарій серіалу.
У той час, як Латтрейл знімається в «Атлантисі», вона також грає ролі у фільмах «Зупиніть злодія!» і «Вольєр». У 2006-му вона отримує дрібну роль у комедійному фільмі «Собачий сніданок», першому фільмі в кар'єрі, режисером якого став її колега з «Атлантиса» Девід Г'юлетт.

## Особисте життя
У жовтні 2007 року у Латтрелл народився син, якого назвали Каден Дар. Рейчел має двох дітей з чоловіком, Лойдом Бейтманом — сина Кадена Дара Бейтман (нар. 10 жовтня 2007) і Рідлі Аша Бейтмана (нар. 5 жовтня 2012). Разом із сім'єю вона живе зараз у Ванкувері, Канада.
Її зріст — 1,63 м. Вона співає сопрано, є ліцензованим барменом. Рейчел має молодшу сестру, Еріку Латтрелл, яка також є акторкою.

## Фільмографія
| Рік       |    | Українська назва                   | Оригінальна назва             | Роль                               |
| --------- | -- | ---------------------------------- | ----------------------------- | ---------------------------------- |
| 2022      | ф  | постпродакшн                       | Black White and the Greys     | Дена                               |
| 2020      | с  | Мінісеріал                         | Savage/Love                   | Діана                              |
| 2020      | кф |                                    | Shelter in Place              | Мама                               |
| 2019      | ф  | Зомбіленд: Подвійний постріл       | Zombieland: Double Tap        | Налякана жінка в снігу             |
| 2019      | с  | Мінісеріал                         | The I-Land                    | Брук                               |
| 2018      | с  | Інструкція по розлученню для жінок | Girlfriends' Guide to Divorce | Уна Фальконе (2 епізоди)           |
| 2017      | кф |                                    | Bound                         | Мати В. О.                         |
| 2016      | с  | Стріла                             | Arrow                         | Роузі                              |
| 2015      | с  |                                    | No Sleep Till 18              | Джилл                              |
| 2013      | с  | Морська поліція: Лос-Анджелес      | NCIS: Los Angeles             | Агент ЦРУ Іветт Ловелл             |
| 2013      | кф |                                    | Zarg Attack!                  | Мати                               |
| 2011      | с  | Морська поліція                    | NCIS                          | Лейтенант-коммандер Стефані Моснер |
| 2011      | с  | Справжнє правосуддя                | True Justice                  | Лейтенант Гамфріз                  |
| 2009      | ф  |                                    | Прошивка                      | Hardwired / Кендес                 |
| 2004—2009 | с  | Зоряна брама: Атлантида            | Stargate Atlantis             | Тейла Еммаган (99 епізодів)        |
| 2007      | ф  | Собачий сніданок                   | A Dog's Breakfast             | Рача                               |
| 2005      | ф  | Вольєр                             | The Aviary                    | Порша                              |
| 2004      | кф | Тримай злодія!                     | Stop Thief!                   | Нікі                               |
| 2003      | ф  | Повсякденне використання           | Everyday Use                  | Ді                                 |
| 2002      | с  | Дотик ангела                       | Touched by an Angel           | Марла Фальстаф                     |
| 2001      | тф | Свято Всіх Святих                  | The Feast of All Saints       | Лізетта                            |
| 2001      | ф  | Прибулець                          | Impostor                      | Медсестра кабінету сканування      |
| 2001      | с  | Швидка допомога                    | ER                            | Парамедик                          |
| 2001      | с  | Усі жінки — відьми                 | Charmed                       | Джанна, друга відьма               |
| 1998      | с  | Сновида                            | Sleepwalkers                  |                                    |
| 1998      | с  | Деймон                             | Damon                         | Бренда                             |
| 1997      | с  | У будинку                          | In the House                  | Дафна (2 епізоди)                  |
| 1997      | с  | Собаки                             | Dogs                          | Мімі                               |
| 1996      | ф  | Значення Джо для Жозефіни          | Joe's So Mean to Josephine    | Дівчина в барі                     |
| 1995      | ф  | Дім                                | House                         |                                    |
| 1995      | с  | Великий захисник                   | The Great Defender            | Репортерка (2 епізоди)             |
| 1989—1993 | с  | Юридична вулиця                    | Street Legal                  | Вероніка Бек (20 епізодів)         |
| 1993      | с  | Дивна сімейка                      | Maniac Mansion                | Лоррі                              |
| 1992      | кф | Особисте майно                     | Personal Effects              |                                    |
| 1992      | с  | Лицар назавжди                     | Forever Knight                | Офіцер Норма Алвеш                 |
| 1986      | тф | Сміливість                         | Courage                       | Дочка Боббі                        |